# Gough (eiland)
Gough (spreek uit: Gɔf; Goff), ook wel Gonçalo Alvares, is een eiland in de Atlantische Oceaan dat is ontstaan door vulkanische activiteit. Het behoort tot de eilandengroep Tristan da Cunha en is onderdeel van het Britse overzeese gebied Sint-Helena. Het hoogste punt op het eiland ligt boven de grens van 900m en de totale oppervlakte is ongeveer 65 vierkante kilometer. Het eiland bevat tevens een aantal kleine satellieteilanden en gesteenten die boven de zeespiegel uitsteken, waartoe onder andere Southwest Island, Saddle Island, Tristiana Rock, Isolda Rock, Round Island, Cone Island, Lot's Wife, Church Rock, Penguin Island en The Admirals behoren. Het eiland ligt op ongeveer 350 km (220 zeemijlen) ten zuiden van de andere eilanden in haar eilandengroep en respectievelijk 2700 en 3200 kilometer van Kaapstad en het zuidelijkste punt van Zuid-Amerika. Het eiland is eigendom van het Verenigd Koninkrijk, maar de enige bewoners zijn de bemanningsleden van een Zuid-Afrikaans weerstation dat sinds 1956 op het eiland gevestigd is.
Gough staat sinds 1995 op de Werelderfgoedlijst van UNESCO en in 2004 werd het eiland Inaccessible daaraan toegevoegd.

## Fauna
Het eiland staat bekend om zijn unieke dierenleven. Het is een van een belangrijke broedlocaties voor zeevogels in de zuidelijke Atlantische Oceaan. Van zowel de tristanalbatros (Diomedea dabbenena) als Schlegels stormvogel (Pterodroma incerta) broedt vrijwel de gehele wereldpopulatie op Gough. Het eiland heeft twee endemische vogelsoorten: de gough-eilandgors (Rowettia goughensis) en het goughwaterhoen (Gallinula comeri).

### Muizenbestrijding
Sinds 2001 is bekend dat de broedpopulaties van al deze vogels ernstig in gevaar zijn door de aanwezigheid van huismuizen (Mus musculus) op het eiland. De muizen zijn een invasieve soort sinds ze aan het eind van de 19e eeuw zijn ingevoerd. Ze hebben zich zodanig aangepast dat ze in staat zijn de kuikens van alle vogelsoorten op het eiland aan te vallen en te doden. Hoewel deze kuikens vaak 300 keer zwaarder zijn dan een huismuis zijn ze weerloos en kunnen niet vluchten. De muizen vallen in groepen van enkele tot 10 dieren aan en brengen wonden toe met hun knaagtanden, waarna ze zich tegoed doen aan het bloed en de inwendige organen van het kuiken. In de zomer van 2021 is een programma gestart voor het uitroeien van de muizen, wat een uitdaging is vanwege de afgelegen ligging van het eiland, het ruwe terrein en de zware weersomstandigheden. Er is begonnen met het verspreiden van graankorrels met het krachtige knaagdierengif brodifacoum vanuit helikopters. In januari 2022 werd gemeld dat er op opnamen van cameravallen nog steeds enkele muizen werden gezien.

## Flora
Een andere bedreiging door een invasieve exoot vormt het Liggende vetmuur (Sagina procumbens).